# 사가미 해곡

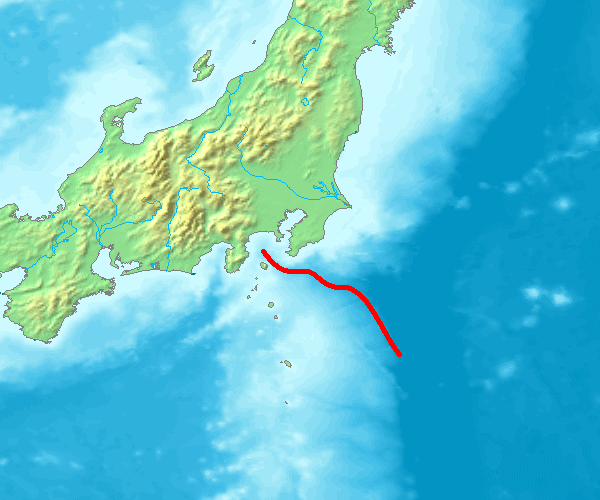
일본에서 사가미 해곡의 위치(빨간 선)을 그린 모습

사가미 해곡(일본어: 相模トラフ 사가미토라후[*], 영어: Sagami Trough)은 일본 간토 지방 남쪽 바다에 있는 해저 지형인 트러프와 그 이름에서 유래한 현재 활동중인 섭입대를 가리킨다. 필리핀해판의 동북쪽 경계에 해당하며 이 사가미 해곡에서 남쪽의 필리핀해판이 북쪽의 오호츠크판(북아메리카판의 소판) 아래로 가라앉고 있다. 이 섭입대의 판 경계 단층에는 수백년 간격으로 규모 M8급의 거대지진이 반복해서 발생하고 있다.

## 사가미 해곡의 분류
사가미 해곡은 크게 해저 지형으로서의 사가미 해곡과 지각변동으로의 사가미 해곡, 판 경계간 단층으로의 사가미해곡 3가지로 나뉜다.
좁은 의미에서 사가미 해곡은 사가미만에 있는 니노미야 해저협곡 남단 부근(북위 35° 10′  동경 139° 16′  / 북위 35.167°  동경 139.267° )에서부터 이즈오섬과 보소반도 사이 해곡 협착부(북위 34° 45′  동경 139° 36′  / 북위 34.750°  동경 139.600° )까지 길이 약 50 km의 해곡을 가리킨다. 해곡 협착부에서 보소 해저협곡의 서쪽 끝(북위 34° 43′  동경 140° 00′  / 북위 34.717°  동경 140.000° ) 또는 카모가와 해저협곡의 남쪽 끝(북위 34° 48′  동경 140° 07′  / 북위 34.800°  동경 140.117° )까지 길이 약 4~50 km의 해곡 지형을 "사가모 해곡"(相鴨トラフ, 혹은 사가모 트로프)라고 부르며 넓은 의미에서 사가미 해곡은 이 "사가모 해곡"까지를 합쳐서 통칭한다.
지각학적으로는 "사가미 섭입대"(Sagami Subduction Zone)라고 부르며 이즈 충돌대를 서쪽 끝으로, 일본 해구와의 삼중합점인 보소 삼중합점를 동쪽 끝으로 하는 길이 약 250 km의 섭입대를 가리킨다. 섭입대인 사가미 해곡의 변형전선에 해당하는 해저지형으로는 사가미 해곡, 사가모 해곡, 보소 해저협곡, 아와 해저협곡, 가쓰우라 해분 등이 있다. 위에 얹혀져 있는 상판이 오호츠크판, 아래로 섭입되는 판이 필리핀해판이다.
판 경계간 단층인 사가미 해곡은 사가미 섭입대의 판 경계(필리핀해판 상면)에 형성된 메가스러스트인 "사가미 메가스러스트"(Sagami Megathrust)를 가리킨다. 사가미 메가스러스트 중 깊이 0에서 약 20~60 km 사이 구간은 지진으로 판이 미끄러지는 영역으로 간토 대지진 등 수백년 간격으로 지진이 발생하고 있으며 구주쿠리 해변 앞바다에서는 수 년 간격으로 단기 슬로우 슬립이 발생하고 있다. 또한 발생이 예상되는 미나미칸토 직하지진(일본 수도직하지진) 중 하나인 도쿄만 북부 지진이 이 메가스러스트의 일부에서 발생한다고 가정하고 있다.

## 사가미 해곡 거대지진

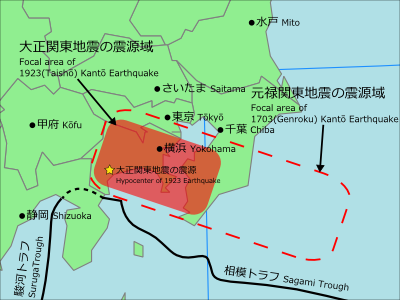
2004년 지진조사위원회가 가정한 1923년 간토 대지진(빨간 실선), 1703년 겐로쿠 지진(빨간 점선)의 추정 진원 영역.

미나미칸토의 사가미만은 필리핀해판과 북아메리카판의 경계인 사가미 해곡이 있는 지역으로 거대지진이 수백 년을 주기로 매번 일어나는 것으로 추정하고 있다. 선사시대에 일어난 지진은 어떤 것이 있는지 아직 확실하게 밝혀져 있지 않지만, 역사 시대에는 1703년 일어난 규모 M8.1-8.5의 겐로쿠 간토 지진과 1923년 일어난 규모 M7.9-8.3의 다이쇼 간토 지진이 기록되어 있다. 이 외에도 겐로쿠 지진과 간토 대지진 사이에 1855년 안세이 에도 지진이 일어났긴 하지만 진원 단층이 어딘지 확실하게 밝혀져 있지 않으며 사가미 해곡 지진으로 치지 않는다. 1980년 오타케 교수는 안세이 시기 지진의 진원역을 1923년 간토 대지진이 일어난 사가미 트로프의 북쪽 내륙 측면에서 일어난 것이라 추정했고, 1894년 메이지 도쿄 지진은 심발지진이라고 추정하였다.
1703년 겐로쿠 지진부터 1923년 간토 대지진까지의 지진 발생 간격과 간토 대지진의 추정 단층 미끄럼량 분석을 토대로 사가미 해곡 서쪽 절반의 판 사이 결합도는 거의 100%에 가까우며, 판 사이에 쌓인 왜곡은 거의 대부분 지진으로 방출하는 것으로 추정하고 있다.
상정된 거대지진의 경우 마쓰다 교수(1985,1993)는 겐로쿠형, 다이쇼형, 오이쇼형 3가지로 나눠 겐로쿠형 지진은 사가미 해곡을 따라 사가미만에서 보소를 잇는 지역에서 일어나는 지진으로 발생 간격은 1,000-1,500년으로, 다이쇼형 지진은 사가미만 지역을 진원으로 하여 발생 간격을 800±400년으로, 오이쇼형 지진은 간나와·고즈-마쓰다 단층대에서 일어나는 지진으로 발생 간격을 170±60년이라 추정했다. 한편, 1977년 이시바시 교수는 겐로쿠형 지진과 다이쇼형 지진은 단층 파괴 부분이 서로 포함하는 보완적 관계가 아니라고 해석하고 또한 지진의 간격이 파식 작용이 충분히 되지 않을 정도로 짧을 경우에는 눈에 띄는 평탄한 면이 생기지 않을 수 있다고 봐서 지진 간격은 최소 200-300년 간격으로 줄어들 수 있다고 추정하였다. 1976년 세노 교수는 판의 상대적 운동과 지진이 일어날 때 단층의 미끄럼량을 통해 다이쇼 지진의 발생 간격을 대략 220년 전후로 추정하였다. 1977년에는 보소반도 남부의 해안단구 융기량과 지진 직후의 융기 높이, 반동으로 인한 침강량 등을 비교하여 다이쇼형 지진 발생 간격을 180-400년으로, 겐로쿠형 지진의 발생 간격을 950-2,500년 정도로 추정했다.
즉 두 유형을 정리하면 아래와 같다.
1. 다이쇼형 지진: 사가미만에서 노지마곶 사이 사가미 해곡 영역(A)에서 일어나는 지진
2. 겐로쿠형 지진: 사가미만에서 보소반도 동남쪽 해역 영역(A+B)에서 일어나는 지진[16]

## 같이 보기
- 스루가 해곡
- 난카이 해곡
- 해구
- 일본 해구
- 이즈-오가사와라 해구
- 동일본 화산대
- 동해 동연 변동대
- 이토이가와-시즈오카 구조선
- 일본 열도

## 참고 문헌
- 小山順二、都筑基博、蓬田清：斜め衝突帯の巨大地震 (1) 相模トラフ 北海道大学地球物理学研究報告 75/19-Mar-2012
- 相模湾～伊豆半島～駿河湾における大地震の発生様式 (PDF)  地震予知連絡会 会報第19巻
- 宍倉正展：変動地形からみた相模トラフにおけるプレート間地震サイクル 東京大学地震研究所 地震研究所彙報. 第78号第3冊, 2003, pp.245-254